# 桃花坞年画
桃花坞木刻年画是中国江南一带民间木版年画，因在苏州桃花坞生产而得名。
始于明朝中叶，盛行于清初至太平天国时期，和天津杨柳青年画齊名，有“南桃北柳”之誉；多在印出墨线后由人工填色而成，色彩夸张，气氛热烈。

## 变迁
早期，以反映城市生活为主，风格雅致，受文人欢迎，与明代文人的发展有关系。清代雍正、乾隆年间大量外国传教士到了中国，苏州开放、兼容，在保留传统作品时，又出现了大量铜版西洋绘画风格的作品；鸦片战争后，机器印刷画进入中国，冲击木刻年画，使其逐渐丧失城市市场，走向农村，以反映农民生活为主，比较热闹和喜庆。